# 시베리아키르키스주

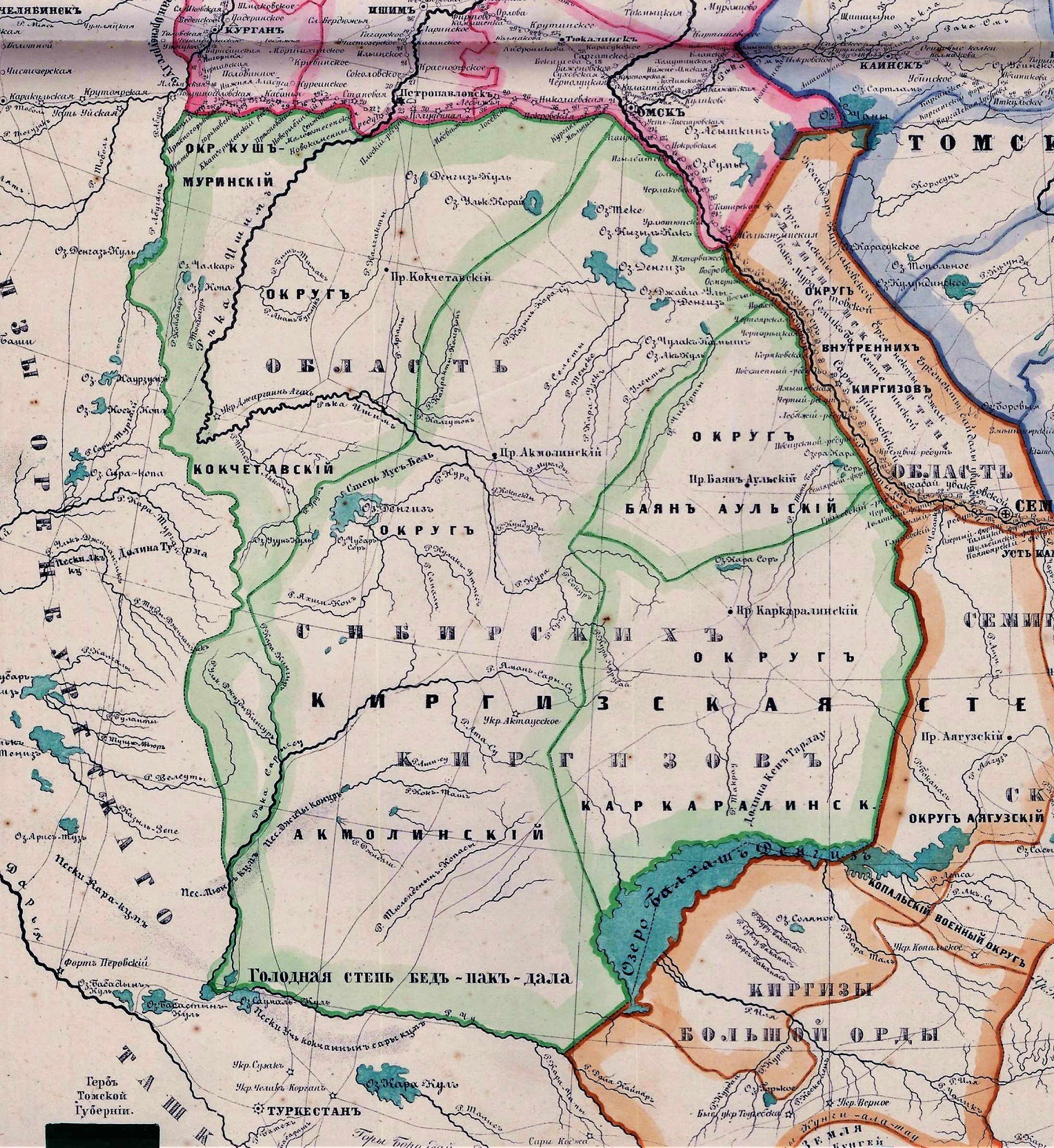
시베리아키르키스주의 지도

시베리아키르키스주(러시아어: Область Сибирских Киргизов)는 1854년부터 1868년까지 존재했던 러시아 제국의 주로 주도는 옴스크이며 면적은 37,669km2, 인구는 277,451명(1858년 기준)이다. 1868년 아크몰린스크주, 세미팔라틴스크주, 토볼스크현으로 나뉘었다.